# Il culto di Chucky
Il culto di Chucky (Cult of Chucky) è un film del 2017 diretto da Don Mancini. 
Proiettato in anteprima nella prima giornata del Fright Festival di Londra, il film è uscito quasi contemporaneamente in Blu-ray, DVD e on demand nel 2017; è il settimo capitolo del franchise de La bambola assassina.

## Trama
Nel 2017. Quasi quattro anni dopo gli avvenimenti a casa Pierce, Andy Barclay, il primo ad essere preso di mira dal diabolico bambolotto Chucky, ormai adulto, conserva con sé la testa viva e decomposta del Chucky originale per farne oggetto di torture.
Nel frattempo, Nica Pierce, condannata all'ergastolo, è stata rinchiusa in un manicomio, accusata di aver ucciso i membri della sua famiglia, un prete e la babysitter: lei stessa si è convinta della propria colpevolezza e che Chucky sia stato solo un'allucinazione. Il suo medico, il cinico e infido dottor Foley, dopo i progressi di Nica, la ricovera ad Harrogate, un ospedale psichiatrico di media sicurezza nel Rhode Island. Insieme a Nica ci sono altri pazienti: Malcolm, un uomo che soffre di disturbi di personalità multipla; Madeleine, una paziente che ha soffocato il suo bambino neonato perché non smetteva di piangere; Claire, una donna che ha bruciato la sua casa, e Angela, una anziana che crede di essere morta. Il dottor Foley introduce una nuova terapia, con un bambolotto Tipo Bello di nome Chucky. Tutti i pazienti sono turbati dalla presenza di quest'ultimo, tranne Madeleine, la quale è convinta che sia suo figlio.
Un giorno Nica riceve la visita di Tiffany Valentine, la tutrice a cui era stata affidata sua nipote Alice dopo la morte della nonna paterna. Tiffany rivela a Nica che Alice è morta di crepacuore e le lascia il bambolotto che era stato regalato a sua nipote. La sera stessa Nica cerca di togliersi la vita tagliandosi le vene dai polsi con un raggio di una ruota della sua sedie a rotelle. La mattina seguente scopre che Chucky le ha ricucito il polso lasciando il messaggio: Non così in fretta; scopre inoltre che Chucky ha ucciso Angela con il suo stesso raggio.
Dopo essersi resa conto che Valentine era il cognome della fidanzata di Charles Lee Ray, la ragazza comincia a credere che Chucky sia reale. Nel frattempo Claire vuole buttare Chucky, ma lui le morde un braccio. Claire urla dicendo che il bambolotto è vivo, ma viene legata e messa sotto anestetico dai dottori. Chucky uccide Claire facendo infrangere la finestra vetrata sul soffitto con una bombola di ossigeno compresso e una grossa scheggia di vetro la decapita. Andy apprende online degli omicidi al manicomio e si rende conto che Chucky è riuscito in qualche modo a sdoppiare la sua anima.
In una sessione privata con Foley, Nica accetta di essere ipnotizzata al fine di recuperare qualsiasi ricordo represso riguardo al suo coinvolgimento negli omicidi. Foley viene poi colpito alle spalle da Chucky. Lui crede che lo abbia aggredito Nica, ma è disposto a tacere al fine di ricattarla per favori sessuali. Madeleine soffoca il suo bambolotto Tipo Bello con un cuscino, costringendola a confrontarsi con le ripercussioni della morte del suo bambino reale. Gli inservienti seppelliscono il bambolotto come una forma di catarsi per Madeleine.
Andy escogita un piano per porre fine alla carneficina, facendosi rinchiudere ad Harrogate dopo aver aggredito una delle guardie di sicurezza. Foley riceve un pacco portato per posta da Andy: è un altro bambolotto Tipo Bello, ma che si distingue dagli altri per avere i capelli corti. Madeleine è visitata dal suo bambolotto, gli permette di ucciderla in modo che possa finalmente essere con il suo bambino, e così lui la uccide strappandole la lingua usando il braccio destro. Il folle Foley tenta di assalire Nica, ma viene aggredito da uno dei bambolotti. Un Chucky risveglia il bambolotto con i capelli corti, e i tre rivelano che il Chucky originale aveva trovato un incantesimo voodoo su Internet che gli aveva permesso di separare la sua anima in più corpi ed uno rivela di essere entrato temporaneamente nel corpo di Alice, ma non riusciva a uccidere nessuno dato che la bambina si era "fatta male" perché le persone si difendevano. Carlos viene poi ucciso di fronte a Nica da tutti i bambolotti, i quali utilizzano un trapano, frammenti di bottiglia ed un bisturi.
Tiffany torna ed uccide una guardia di sicurezza tagliandoli la gola, mentre uno dei Chucky trasferisce la sua anima nel corpo di Nica facendola camminare nuovamente; quindi uccide Foley calpestando la faccia con delle scarpe a tacco basso e si imbatte in Malcolm il quale, credendosi Chucky, aveva appena ucciso un'infermiera. Il Chucky di Madeleine uccide il giovane trapanandogli la testa da dietro. Il Chucky con i capelli corti invece attacca Andy, ma quest'ultimo gli apre lo stomaco e tira fuori una pistola che aveva nascosto al suo interno, poi spara al bambolotto e gli calpesta la testa, uccidendolo. Andy tenta di sparare a Nica, ormai posseduta, ma ha finito tutti i proiettili e la donna Chucky lo rinchiude nella sua cella.
Il Chucky di Madeleine si nasconde nell'ospedale psichiatrico, mentre Nica fugge insieme a Tiffany e alla bambola Tiffany (anche lei posseduta).
Dopo i titoli di coda, Kyle, la sorella maggiore adottiva di Andy, entra nella casa di suo fratello per conto di quest'ultimo per uccidere il Chucky originale.

## Produzione
Nel dicembre del 2013, dopo l'uscita de La maledizione di Chucky, Il creatore della serie Don Mancini ha confermato che stava progettando di sviluppare il settimo episodio della serie. Nel febbraio del 2015 Mancini ha iniziato a scrivere la sceneggiatura per il film. Un anno dopo Mancini, Jennifer Tilly e Fiona Dourif hanno confermato che le riprese sarebbero iniziate presto. Nel dicembre del 2016 l'ufficio di produzione per il film è stato aperto a Winnipeg. Il 5 gennaio 2017 sono stati rivelati tempi, cast, piani di produzione per Il culto di Chucky e le riprese sono iniziate quattro giorni dopo.

### Cast
Il 5 gennaio 2017 è stato annunciato il cast dei personaggi principali per il film, con Brad Dourif a interpretare Chucky, Fiona Dourif nel ruolo di Nica Pierce, Alex Vincent per il ruolo di Andy Barclay, ormai adulto, Jennifer Tilly per il ruolo di Tiffany e Summer H. Howell per il ruolo di Alice. Ognuno degli attori è stato presente nei film precedenti.

### Riprese
Le riprese de Il culto di Chucky hanno avuto inizio a Winnipeg il 9 gennaio 2017. Il direttore della fotografia è Michael Marshall, che ha avuto lo stesso ruolo ne La maledizione di Chucky. Le riprese sono finite il 17 febbraio 2017.

## Distribuzione
Il film è stato proiettato il 24 agosto 2017 al Fright Festival di Londra. Il film è stato distribuito per il mercato home video il 3 ottobre 2017 in Nord America. In Italia è stato proiettato al cinema in anteprima al Fantafestival di Roma il 22 ottobre per poi uscire in DVD il 29 dello stesso mese.

## Accoglienza

### Critica
Il film è stato positivamente accolto dalla critica. Su Rotten Tomatoes ha un indice di gradimento positivo dell'83% con un voto medio di 6,3 su 10, basato su 16 recensioni.

## Sequel
Dal film è stato realizzato un sequel sotto forma di serie televisiva, intitolato Chucky (2021-2024).